# Chiton marmoratus
Chiton marmoratus is een keverslakkensoort die behoort tot de familie Chitonidae. De wetenschappelijke naam van de soort werd in 1791 gepubliceerd door Johann Friedrich Gmelin.
Chiton marmoratus is een grote keverslak die 5 tot 8 cm groot kan worden. De soort komt voor van zuidoost Florida tot West-Indië.